# Juristkonsult
Juristkonsult var tidigare en vardaglig benämning på de av de svenska konsultativa statsråden som normalt var jurister. Av de konsultativa statsråden skulle under 1809 års regeringsform (fram till 1975) minst två stycken ha "förvaltat civil beställning", med vilket innebar att de skulle ha innehaft statstjänst som inte var militär eller prästerlig.
Juristkonsulternas uppdrag var, särskilt från början, rådgivande och granskande i förhållande till de övriga statsrådens (fackministrarnas) uppdrag. Där departementschefen gärna skulle ha särskild kunskap om just sitt politiska område, kunde juristkonsulten bidra med rättslig kompetens så att de politiska besluten stod i överensstämmelse med eller på ett korrekt sätt utvecklade lagstiftningen.
Numera har termen i den specifika betydelsen kommit ur bruk, eftersom det inte längre finns samma krav på juridisk kompetens inom regeringen. I stället används ordet ibland om juridiska ombud eller andra jurister som utför konsultuppdrag inom näringslivet eller för privatpersoner. Det förekommer dock fortfarande, att termen används om en biträdande justitieminister, vilket då ligger nära den äldre betydelsen.